# جاچینتو موررا
جاچینتو موررا (به ایتالیایی: Giacinto Morera) (۱۸ ژوئیه ۱۸۶۵ - ۸ فوریه ۱۹۰۹) ریاضی‌دان ایتالیایی بود.